# Stadsroute
Een stadsroute is in Nederland een ontsluitingsweg die een bepaald deel van een stad verbindt met een ringweg of met langs de stad lopende snelwegen. Er zijn zes Nederlandse steden die dit systeem in het stedelijke wegennet hanteren.

## Nummering
Het nummer bestaat uit de letter S gevolgd door drie cijfers. Alle stadsroutes hebben een nummer tussen de 100 en 175, met uitzondering van de S200 in Den Haag. De S100 is in alle steden de zogeheten centrumring die het centrum van de stad omsluit. Den Haag beschikt tevens over een buitenring die als S200 is genummerd. 
In Zaanstad is gekozen voor stadsroutes beginnende in de reeks 150 om niet in de war te geraken met het stadsroute-systeem van buurgemeente Amsterdam.

## Stadsroutes in Nederland
Er zijn in Nederland zes steden die beschikken over S-wegen. 
| Gemeente  | Stadsroutes |
| --------- | ----------- |
| Amsterdam | ·           |
| Den Haag  | ·           |
| Rotterdam | ·           |
| Nijmegen  | ·           |
| Zaanstad  | ·           |
| Heerlen   |             |

## Voormalige stadsroutes
| Gemeente | Stadsroutes |
| -------- | ----------- |
| Almere   | ·           |